# ケティル・エッゲ
ケティル・エッゲ（Ketil Egge、1950年3月11日 - 1997年3月26日）はノルウェーの俳優。父クラウスは作曲家で、姉グリはソプラノ歌手である。
オスロ近郊ジャンで生まれる。1971年にトロンデラーグ劇場で俳優としてデビューし、1973年から1975年までオウル劇場で活躍した。1976年にローガラン劇場に移籍し、1991年にはそこの代表となった。1995年からベルゲン国立劇場の芸術監督となったが、1997年に病死した。

## 主な出演作
- 無期限の欠勤(Bortreist på ubestemt tid, 1974) - ホテル受付役
- 運命(Fortuna, 1993) - ペーテル・クルーゼ役

## 註
1. ↑  Ketil Egge

| スタブアイコン | サブスタブ | この項目は、まだ閲覧者の調べものの参照としては役立たない、俳優（男優・女優）に関連した書きかけの項目です。この項目を加筆・訂正などしてくださる協力者を求めています（P:映画/PJ芸能人）。 |